# Luminița Dinu-Huțupan
Luminița Dinu-Huțupan; z domu Luminița Dinu (ur. 6 listopada w Piatra Neamț) – rumuńska piłkarka ręczna, reprezentantka kraju, bramkarka.
W 2005 zdobyła wraz z reprezentacją wicemistrzostwo Świata.
Uznawana za najlepszą bramkarkę w historii rumuńskiej piłki ręcznej.

## Nagrody indywidualne
- 2000: Najlepsza bramkarka mistrzostw Europy
- 2005: Najlepsza bramkarka mistrzostw Świata